# GJ 357 d
GJ 357 d — екзопланета, суперземля, яка обертається у придатній для життя зоні зорі (червоного карлика) GJ 357, який перебуває в сузір'ї Гідри на відстані 31 св. роки від Землі. Екзопланета виявлена в липні 2019 року командою астрономів з Інституту астрофізики Канарських островів (IAC) під час спостереження за GJ 357 для підтвердження існування іншої планети — GJ 357 b —, яка була попередньо виявлена з використанням даних супутникової фотометрії транзитного оглядового супутника екзопланет TESS. Спостереження привели до відкриття системи з трьох планет.